# Nemapogon kashmirensis
Nemapogon kashmirensis är en fjärilsart som beskrevs av Robinson 1980. Nemapogon kashmirensis ingår i släktet Nemapogon och familjen äkta malar. Inga underarter finns listade i Catalogue of Life.